# Stepped on My J'z
Stepped on My J'z è una canzone del rapper californiano Nelly in collaborazione con i cantanti americani Ciara e Jermaine Dupri, registrata per il quinto album in studio del rapper Nelly, Brass Knuckles. La canzone è prodotta da Jermaine Dupri e pubblicata come secondo singolo ufficiale dall'album. Questa è la seconda volta che Ciara lavora con Dupri; la prima volta è stata nel singolo Like You di Bow Wow.

## Informazioni
La canzone era inizialmente il secondo singolo, ma fu cambiato al terzo a causa del secondo singolo Body on Me, che è entrato in classifica prima. La cantante Ashanti, che collabora al singolo Body on Me ha annunciato ai BET Awards del 2008 che lei voleva una differente direzione per un singolo dall'album, e Nelly infine decise che Stepped On My J'z era il secondo singolo ufficiale. Inoltre è stato detto che Stepped On My J'z aveva maggiore successo, perché è avvenuta una promozione maggiore su di esso, e poi Nelly, Ciara e Jermaine Dupri hanno eseguito la canzone insieme ai Bet Awards del 2008.

## Video
Il video è stato girato nella metà di maggio e poi premiato allo show Access Garanted di BET l'11 giugno 2008. Recentemente il video ha raggiunto la posizione numero 4 a 106 & park.
Il video inizia con dei ragazzi che escono da una scuola e buttano i loro zaini in mezzo alla strada. Poi si vede Nelly vicino ad una macchina sportiva nera con una ragazza seduta sopra e un'inquadratura fa poi vedere Jermaine Dupri in un campo da pallacanestro. Nelly inizia poi a cantare il suo verso. Nel video indossano tutti le Jordan Shoes, visto che questa canzone parla proprio delle scarpe. Poi c'è una scena in cui la canzone si ferma e Dupri con Nelly parlano ad un uomo. Nel verso di Dupri, il cantante si trova seduto sopra un canestro da basket e intanto Nelly gli tira i palloni. Nel verso di Ciara, la cantante si trova su una strada con delle ragazze e indossa dei jeans molto corti ed una maglietta nera. La scena finale del video si svolge con i tre cantanti che cantano insieme in un campo da basket.

## Classifiche
| Classifica (2008)                                 | Posizione più alta |
| ------------------------------------------------- | ------------------ |
| U.S. Billboard Hot 100                            | 90                 |
| U.S. Billboard Bubbling Under R&B/Hip-Hop Singles | 4                  |